# 콘탁스 II
콘탁스 II(Contax II)는 칼 자이스(Zeiss IKon AG)에서 1936년에 개발한 거리계 연동 카메라이다. Contax II는 거리계와 뷰파인더가 합쳐진 최초의 카메라였으며, 금 도금 된 뷰파인더 내의 거리계를 보면서 이중 합치로 거리를 맞출수 있었다. 이 카메라의 수석 디자이너는 Hubert Nerwin이었으며, 전후 서독에서는 콘탁스 IIa라는 개량형을 슈투트가르트에서 생산하였다. 또한 셀레늄 광전지 방식의 노출계를 위에 단 콘탁스 III와 콘탁스 IIa에 영향을 받은 콘탁스 IIIa도 출시 되었다. 콘탁스 IIIa는 후에 손기정 선수의 카메라가 되었다.
Contax ll은 라이카가 내놓은 카메라에 대한 칼 자이스의 반응이었다. 고품질 35mm 카메라에 대한 수요로 인해 전문 커뮤니티 사이에서 Contax II는 '첫번째 선택'이 되었고, 라이카는 돈 많은 아마추어와 더불어 예술적인 성향을 가진 실무자들을 위한 선택으로 간주되었다. 대표적인 Contax II 사용자로는 로버트 카파로, 노르망디 상륙작전 당시 두대의 Contax II를 들고 샤진을 찍었으며, The Magnificent Eleven 이란 작품을 만들었다.
당시 자이스는 완벽한 신뢰성과 최고의 광학 성능을 갖춘 최고 수준의 광학 장비를 설계하고 제작한다는 철학을 갖고 있었다. 당시 생산된 자이스 렌즈는 다른 경쟁사들보다 훨씬 뛰어났으며, 여전히 렌즈 애호가들 사이에서 충성스러운 추종자들을 거느리고 있다.

## 키예프 카메라

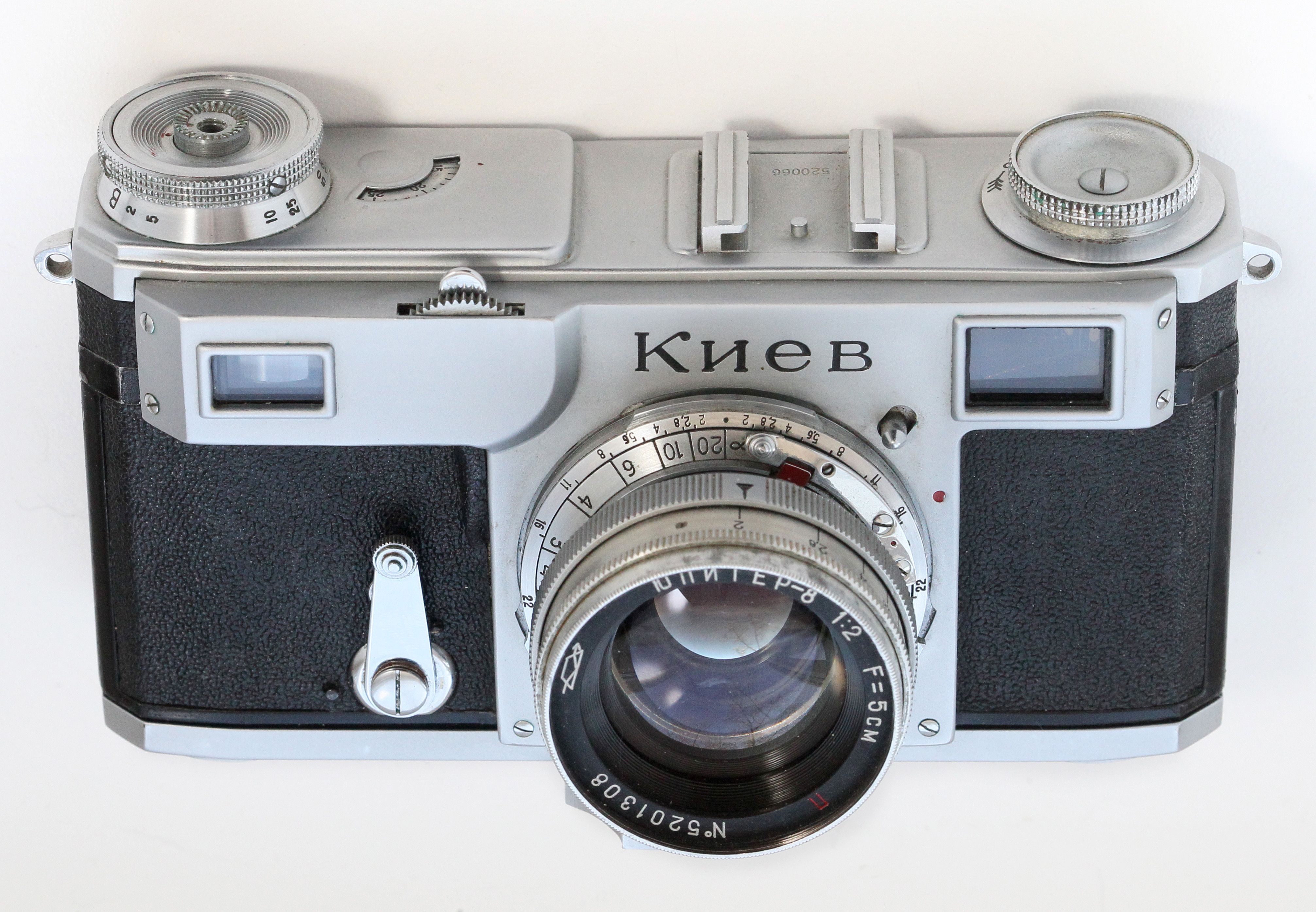
키예프-II 레인지파인더 카메라

1945년 드레스덴과 예나를 점령한 소련 행정부는 잘펠트의 칼 자이스 공장에서 콘탁스 생산을 재개하기로 결정했다.원래 전쟁이 끝날 때까지 이 카메라를 생산하던 드레스덴의 자이스 아이콘 공장은 얄타 협정에 따라 몰수 및 해체될 예정이었지만, 드레스덴에서 Contax II 생산라인과 기술진들을 뜯어와 키예프의 아스날 공장에서 키이우란 이름을 달고 생산하기 시작하였다. 처음 이름은 Kiev II, III(노출계가 얹혀진 버전)이었으며, 첫 키이우 II 카메라는 칼 자이스 예나가 납품하기도 하였다. 키예프 카메라는 이후 1985년까지 생산되게 된다.

## 개량
구 자이스 이콘의 생산기지였던 드레스덴이 드레스덴 폭격과 더불어 냉전으로 동독손에 넘어가게 되어서 새로이 슈투트가르트에 공장을 두어 생산하게 되었다. 기존 Contax II 보다 크기가 줄고, 무게가 가벼워졌으며 또한 뷰파인더를 1mm 더 늘려서 보이는 면적을 더 크게 만들었다. 또한, 기존에 세로로 잡으면 거리계가 안보인다는 점을 보완하여 거리계 크기를 줄이게 된다.
또한 플래시 동조를 추가하였으며, 전용 단자(검은 다이얼) 혹은 PC 단자(컬러 다이얼)을 이용하여 플래시를 사용할 수 있다.

## 참고 문헌
1. ↑  칼 자이스 예나에서 생산, 키예프 카메라도 같이 생산함
2. ↑  손기정기념관 (2021년 6월 9일). “손기정의 유산, 이 달의 유물 vol.2. 6월 - 필름 카메라”. 2024년 5월 6일에 확인함.
3. 1 2  Петер Хенниг, Милос Пауль Младек. “Прототип Contax IV и Syntax (все сначала)”. USSRlens. 2020년 2월 27일에 원본 문서에서 보존된 문서. 2020년 4월 25일에 확인함.
4. ↑  괄호속은 IIa, IIIa 모델중 컬러 셔터 스피드 다이얼 모델
5. ↑  CARL ZEISS, Inc. “ZEISS IKON CAMERAS DEALER PRICE LIST-EFFECTIVE OCTOBER 1, 1952” (PDF). 2024년 5월 10일에 확인함.